# Lîpova Dolîna
Lîpova Dolîna (în ucraineană Липова Долина) este așezarea de tip urban de reședință a raionului Lîpova Dolîna din regiunea Sumî, Ucraina. În afara localității principale, mai cuprinde și satele Cervona Dolîna, Cervonohirka și Pobîvanka.

## Demografie
Componența lingvistică a așezării de tip urban Lîpova Dolîna
     Ucraineană (97,16%)
     Rusă (2,02%)
     Alte limbi (0,08%)
Conform recensământului din 2001, majoritatea populației așezării de tip urban Lîpova Dolîna era vorbitoare de ucraineană (97,16%), existând în minoritate și vorbitori de rusă (2,02%).